# Демушенки
Демушенки (мар. Шемэҥер) — опустевшая деревня в Новоторъяльском районе Республики Марий Эл. Входит в состав Масканурского сельского поселения.

## География
Находится в северо-восточной части республики Марий Эл на расстоянии приблизительно 13 км по прямой на северо-запад от районного центра посёлка Новый Торъял.

## История
Основана была как починок в 1834 году. Насчитывала 6 дворов, 65 жителей. В 1884 году в деревне Чёрная Речка Уржумского уезда Вятской губернии насчитывалось 23 двора, 154 жителя, все жители русские. В 1905 году в деревне числилось 36 домов и 236 жителей. В 1925 года в деревне Демушенки проживали 200 человек, все русские. В 1973 году в деревне насчитывалось 4 хозяйства, 19 жителей. В 2002 году в деревне оставались 2 хозяйства. В советское время работали колхозы «Ударник», «Прожектор», совхоз «Памяти Ленина».

## Население
Население составляло 3 человека (русские 67 %, мари 33 %) в 2002 году, 0 в 2010.